# Pfronten
Pfronten – miejscowość i gmina w południowych Niemczech, w kraju związkowym Bawaria, w rejencji Szwabia, w regionie Allgäu, w powiecie Ostallgäu. Leży w Allgäu, nad rzeką Vils, przy drodze B309 i linii kolejowej Kempten (Allgäu)-Reutte-Garmisch-Partenkirchen.

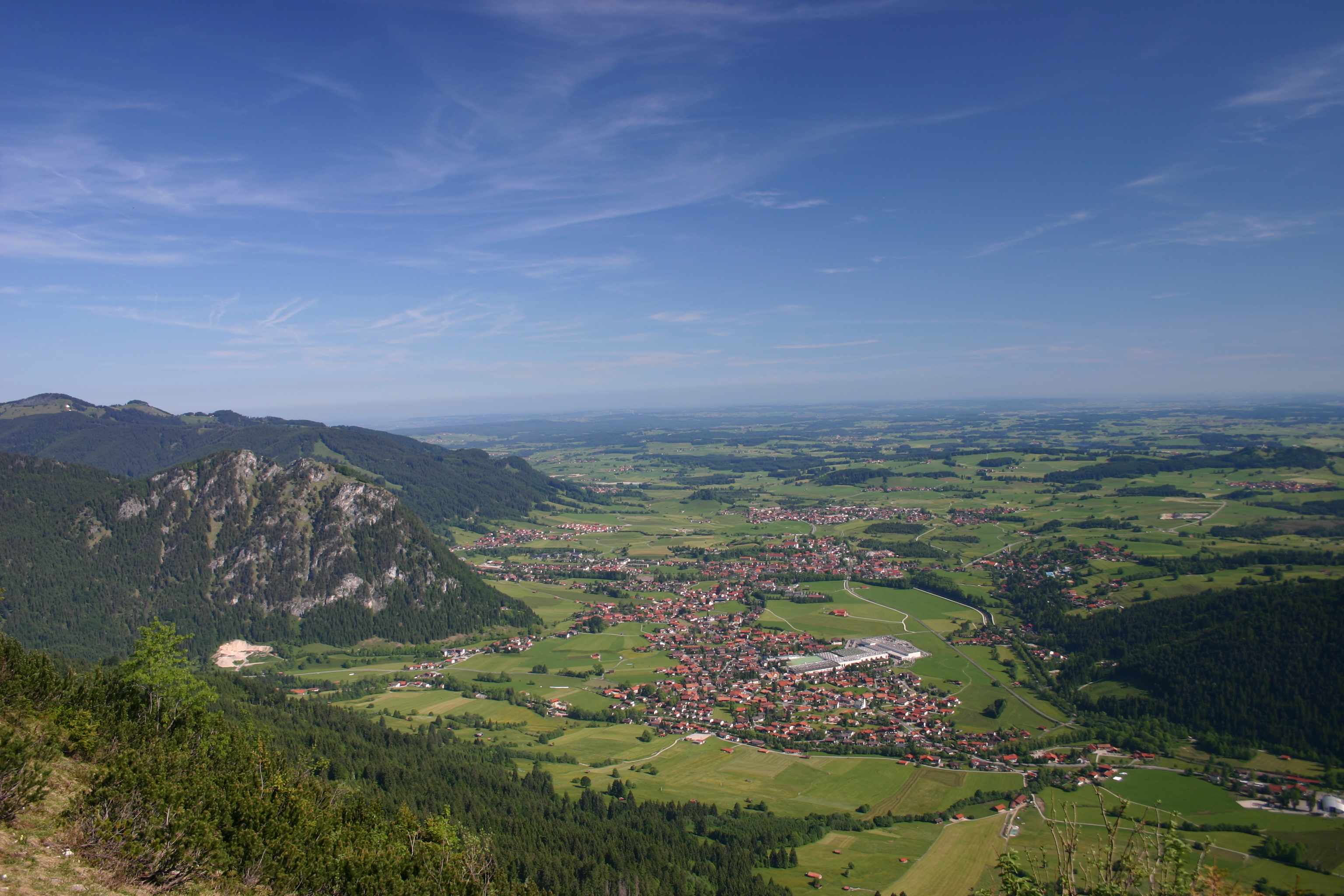
Pfronten

## Dzielnice
Berg, Dorf, Halden, Heitlern, Kappel, Kreuzegg, Meilingen, Ösch, Rehbichel, Ried, Röfleuten, Steinach i Weißbach.

## Polityka
Wójtem gminy jest Josef Zeislmeier z Pfrontner Liste, rada gminy liczy 20 osób.
|      | CSU | SPD | FW | Pfrontner Liste | Razem |
| 2008 | 7   | 3   | 3  | 7               | 20    |
| 2002 | 8   | 3   | 4  | 5               | 20    |